# Trung Hòa, Trảng Bom
Trung Hòa là một xã phía Đông của huyện Trảng Bom, tỉnh Đồng Nai, Việt Nam. Xã có diện tích 15,01 km², dân số là 14.043 người.
Theo địa thế bản đồ, thì đây là hẹp về bề ngang Đông Tây và dài theo hướng Bắc Nam. Nhưng hoạt động chủ yếu ở dọc Quốc lộ 1.

## Địa lý
Xã Trung Hòa cách thành Phố Biên Hòa 30 km từ trung tâm. Cách thị Trấn Trảng Bom 10 km về hướng Tây Bắc. 
Xã Trung Hòa có vị trí địa lý:
- Phía đông giáp xã Đông Hòa
- Phía Đông Bắc giáp xã Sông Thao
- Phía Bắc và Tây giáp xã Tây Hòa, Đồi 61
- Phía Nam giáp xã Bình An của huyện Long Thành

## Lịch sử
Dưới thời nhà Nguyễn, Xã Trung Hòa ngày nay thuộc xã Đông Thành, tổng Phước Thành, huyện Phước Bình, tỉnh Biên Hòa.
Đến thời Pháp thuộc, vùng đất này sáp nhập vào xã Bình Trước, tổng Phước Vĩnh Thượng, quận Châu Thành.
Năm 1957, chính quyền Việt Nam Cộng hòa thành lập xã Trảng Bom thuộc tổng Phước Vĩnh Thượng, quận Châu Thành.
Năm 1963, quận Châu Thành đổi tên thành quận Đức Tu, xã Trảng Bom thuộc quận Đức Tu.
Năm 1976, xã Trảng Bom chia thành 2 xã Trảng Bom 1 và Trảng Bom 2 thuộc huyện Thống Nhất, tỉnh Đồng Nai. Xã Trung  Hòa thuộc xã Trảng Bom 2.
Ngày 29 tháng 8 năm 1994, chia xã Trảng Bom 2 thành 3 xã: Tây Hòa, Trung Hòa, Đông Hòa. Trong đó, Trung Hòa là xã ở giữa của xã Trảng Bom 2 (cũ).
Năm 2003, huyện Thống Nhất được chia thành hai huyện Thống Nhất và Trảng Bom. Xã Trung Hòa trở thành một đơn vị hành chính của huyện Trảng Bom mới.
Hiện nay, Trung Hòa được đánh đánh giá là xã nông nghiệp, điều kiện phát triển chưa cân đối. Vùng hai bên Quốc lộ 1 thì dân cư tập trung, kinh tế phát triển. Còn đại đa số vùng phía Nam còn rất hạn chế.

## Hành chính
Xã Trung Hòa được chia thành 2 ấp: An Bình, Bàu Cá.

## Giao thông
Xét về tổng thể giao thông của xã Trung Hòa còn hạn chế, cần đầu tư nâng cấp nhiều hơn nữa.
Trung Hòa là xã rất hẹp theo hướng Đông - Tây. Vì vậy, đường trục Đông - Tây hiện tại chủ yếu có 2 đường là Đường quốc Lộ 1A và đường song song với đường tàu. Các đường xã khác, giá trị chỉ nội bộ, liên ấp.. 
Trung Hòa dài theo hướng Bắc Nam. Vì vậy các đường giao thông đáng kể theo hướng Bắc - Nam như" 
- Đường Tây Hòa - Trung Hòa
- Đường D11
- Đường D06

Các đường này như rể cây, dẫn đường huyết mạch giao thông từ Quốc lộ 1 dẫn ra các vùng xa xôi của xã. 
Trong kế hoạch phát triển đến năm 2030:
Giao thông của xã Trung Hòa đang được đầu tư để phát triển. Trong đó có các tuyến đường chủ yếu như: .
+ Đường An Viễn - Hưng Thịnh:
Đây là dự án đường liên xã, có giá trị quan trọng đối với các vùng xa, vùng thưa dân của phía Nam của Quốc lộ 1 . 
+  Đường Vành Đai 4 - Kinh tế trọng điểm Phía Nam
Con đường này chạy qua xã Trung Hòa ở phía Nam. 
+ Đường Tây Hòa - Trung Hòa
Đây là sự cần thiết để kết nối các vùng nông nghiệp xa phía Nam của xã. 
- Nâng cấp các đường Nông thôn của xã Trung Hòa
- Nâng cấp, mở rộng đường Ráp
- Nâng cấp, mở rộng Đường cánh đồng đồ quân vào vùng chăn nuôi
- Đường từ Cầu Cháy đến đập suối Dâu *Tây Hòa - Xã Đồi 61
- Đường từ ấp Bàu Cá đi xã Tây Hòa
- Đường số 3
- Đường số 4
- Đường đi suối Thác
- Đường từ xóm 8 khu 2 An Bình đến đập suối Dâu
- Đường đi qua trường Nam Cao vị trí mới
- Đường nối đường số 4 và Đường Tây Hòa - Trung Hòa (mở mới)

Có các con đường này, thì kinh tế - xã hội của xã Trung Hòa mới được hỗ trợ

## Kinh tế
Trung Hòa là xã có điều kiện hạn chế cho phát triển về kinh tế. Xã chủ yếu là kinh tế nông nghiệp với trồng trọt, chăm nuôi là chủ đạo.
+ Về kinh tế dịch vụ:
Xã có đường Quốc Lộ 1A chạy ngang qua. Dọc quốc lộ này là nơi có dân cư đông đúc nên phát triển kinh tế dịch vụ phục vụ cộng đồng.
+ Về kinh tế công nghiệp:
Xã Trung Hòa không nằm cạnh, nhưng khoảng cách rất gần Khu công nghiệp Bàu Xéo - nơi tạo hơn 43.000 việc làm của huyện. Dân cư sống dọc Quốc lộ 1 hưởng một phần kinh tế công nghiệp từ đây nhờ đi làm, có công việc, thu nhập đều đặn từ các nhà máy, xí nghiệp.
Kinh tế nông nghiệp
Xã Trung Hòa có rất nhiều đất đai để phát triển nông nghiệp. 
Phía Bắc của xã, bên trên đường quốc lộ 1 là khu liên hợp Nông nghiệp được đầu tư bài bản, cung cấp giá trị cho các đô thị, khu công nghiệp. 
Phía Nam của xã là dãi đất mênh mông làm nông nghiệp, nhưng chưa được khai thác tốt vì nơi đây xa giao thông, điều kiện khó khăn. 
Phần lớn là các cây trồng công nghiệp như Điều, Cà phê, và các cây ăn quả như chôm chôm, Sầu riêng, Xoài...
Hiện nay trên địa bàn xã Trung Hòa mới có hơn 62 doanh nghiệp đăng ký kinh doanh. Chủ yếu tập trung ở khu vực nhỏ hẹp dọc Quốc lộ 1. (theo trang Chitietcongty.com)

## Dân cư
Dân cư của Trung Hòa phân bố không đồng đều. 
Dân sống chủ yếu dọc Quốc lộ 1, chủ yếu từ đường tàu trở ra đến đường lộ. 
Phía Nam đường tàu, dân sống khá rải rác dọc các đường liên ấp, liên xã. 
Phía cắt ngang, phía Nam xã Trung Hòa, giáp xã An Viễn thì gần như không có dân cư.

## Giáo dục
Xã Trung Hòa có Trường Phổ thông dân tộc nội trú tỉnh và Trường TH-THCS-THPT Trần Quốc Tuấn nổi tiếng.  